# امره دمیر
امره دمیر (ترکی استانبولی: Emre Demir؛ زادهٔ ۱۵ ژانویهٔ ۲۰۰۴) بازیکن فوتبال اهل ترکیه است که در پست هافپک بازی میکند.
وی همچنین در تیم‌های ملی رده سنی مختلف ترکیه بازی کرده‌است.